# Женская сборная СССР по волейболу
Женская национальная сборная СССР по волейболу — женская волейбольная сборная, представлявшая Советский Союз на международных волейбольных соревнованиях. Управляющей организацией сборной выступала Федерация волейбола СССР. Официально сборная просуществовала с 1949 по 1991 годы, а также в 1992 в качестве объединённой команды СНГ на Олимпийских играх 1992. На протяжении 43 лет своего существования являлась одной из сильнейших женских национальных волейбольных сборных мира. Приняла участие в 7 Олимпиадах (4 победы), 10 чемпионатах мира (5 побед), 6 розыгрышах Кубка мира (1 победа), 17 чемпионатах Европы (13 побед).

## История

### 1940-е — 1950-е
10 сентября 1949 года на I чемпионате Европы в столице Чехословакии Праге женская волейбольная сборная СССР вышла на официальную международную арену. Первый свой матч она выиграла у сборной Польши со счётом 3:0. С этим же счётом были повержены и остальные участники европейского первенства — Румыния, Франция, Венгрия, Нидерланды и Чехословакия. Таким образом, дебютный турнир сильнейших европейских национальных сборных принёс закономерный успех советским волейболисткам. Основу сборной составили спортсменки, выступавшие за команды-призёры чемпионата СССР 1949 года — Милития Кононова, Валентина Осколкова, Тамара Петрова, Валентина Свиридова (все — «Локомотив» Москва), Серафима Кундиренко, Александра Чудина (обе — «Динамо» Москва), Таисия Барышникова, Анна Афанасьева, Валентина Квашенинникова (все — «Спартак» Ленинград), а также Александра Жарова из московского «Спартака» и Вера Миссик из ленинградского «Медика». Возглавлял первых чемпионок Европы наставник московского «Локомотива» Александр Сергеевич Аникин.

Сборная СССР - чемпион мира 1952

Картина подавляющего преимущества советской сборной повторилась на двух последующих европейских первенствах 1950 и 1951 и на первом женском чемпионате мира по волейболу 1952, прошедшем в Москве. Вновь соперники не смогли взять у команды СССР ни одной партии. Этих успехов сборная добилась под руководством Валентины Осколковой.
На чемпионат Европы 1955 года в столицу Румынии Бухарест сборная СССР прибыла в значительно обновлённом (по сравнению с предыдущим официальным турниром — чемпионатом мира 1952) составе, включив в заявку сразу 7 дебютанток. Возглавлял команду один из самых именитых отечественных волейболистов Алексей Петрович Якушев. Единственное поражение от сборной Чехословакии — 2:3 — стоило нашим спортсменкам первенства, но зато бесценный опыт приобрёл целых ряд молодых волейболисток, ставших основой нашей сборной в последующих турнирах. В их числе Людмила Мещерякова (Булдакова), Лилия Каленик (Коновалова), Антонина Моисеева (Рыжова), Лидия Стрельникова и другие.
Уже в следующем — 1956 — году на мировом первенстве в Париже сборная СССР отстояла титул сильнейшей команды мира, победив всех своих соперников. Подобная же картина повторилась и на чемпионате Европы 1958 года в Чехословакии, где наша сборная вернула себе звание лучшей на континенте.

### 1960-е

Сборная СССР - чемпион мира 1960

Очередной чемпионат мира прошёл в 1960 году в Бразилии. Сборная СССР на южноамериканском континенте подтвердила статус фаворита. Все 5 сыгранных на турнире матчей советская команда завершила в свою пользу.
В октябре 1962 года в СССР был проведён 4-й чемпионат мира по волейболу среди женщин. Завершился он весьма неожиданно. Серебряный призёр предыдущего мирового первенства сборная Японии под руководством старшего тренера Хирофуми Даймацу уже в 3-м туре финального раунда обыграла со счётом 3:1 советскую команду и, пройдя оставшиеся матчи без поражений, завоевала чемпионский титул, оставив хозяек чемпионата на 2-й ступени пьедестала почёта. Именно с этого турнира началось бескомпромиссное соперничество советской и японской волейбольных школ, длившееся с переменным успехом на протяжении 20 лет.
Поражение было весьма болезненно воспринято советским спортивным руководством. Вместо руководившего сборной на протяжении семи лет Алексея Якушева новым старшим тренером был назначен Олег Чехов, входивший в прошлом в тренерский состав мужской сборной СССР. К европейскому первенству 1963 года практически наполовину обновился состав главной команды страны. Впрочем, на результатах сборной в континентальных соревнованиях перемены не сказались никоим образом. По прежнему советские волейболистки доминировали в Европе со значительным перевесом. Чемпионаты Европы 1963 и 1967 годов завершились убедительными победами нашей женской дружины.
1964 год был ознаменован олимпийским дебютом волейбола на Играх XVIII Олимпиады в Токио. Сборная СССР, победив команды Румынии, Южной Кореи, Польши и США с одниковым счётом 3:0, уступила чемпионкам мира и хозяйкам турнира японским волейболисткам с тем же результатом. Итог — 2-е место.

Гиви Ахвледиани

В 1966 году главным тренером женской сборной СССР был назначен Гиви Александрович Ахвледиани, до того возглавлявший мужскую сборную, которую приводил к званию чемпионов мира 1960 и 1962. Дебют именитого наставника в новом качестве должен был состояться в октябре 1966 на мировом первенстве в Перу. Но после отказа южноамериканок от организации чемпионата турнир был перенесён в Японию, где произошёл скандал: организаторы отказались заявлять сборные ГДР и КНДР под их официальными названиями (заменив их на Восточная Германия и Северная Корея), а также вывешивать их флаги и исполнять гимны. Следствием этого стал отказ вышеуказанных сборных от участия. Солидарность с ними проявили также команды Советского Союза, Китая, Чехословакии, Польши и Венгрии, покинув турнир.

Сборная СССР - чемпион Олимпиады в Мехико 1968

В наполовину обновлённом (по сравнению с Олимпиадой-64) составе советская команда успешно выдержала испытание европейским первенством 1967, в сухую обыграв всех соперников. Олимпийский волейбольный турнир 1968 года в Мехико также завершился уверенной победой сборной СССР.

### 1970-е

Сборная СССР - чемпион мира 1970

В начале 1970-х советская сборная под руководством Гиви Ахвледиани выиграла 4 подряд официальных турнира ФИВБ — чемпионат мира 1970, чемпионат Европы 1971, олимпийский турнир 1972 и, наконец, одержала победу в первом розыгрыше Кубка мира 1973. В сборной подобрался коллектив выдающихся волейболисток. В их числе — Людмила Булдакова, Инна Рыскаль, Людмила Михайловская, Галина Леонтьева, Любовь Тюрина, Татьяна Третьякова, Роза Салихова, Нина Смолеева, Вера Дуюнова, Татьяна Сарычева, Татьяна Гонобоблева и другие. В 27 проведённых на этих турнирах матчах сборная СССР не потерпела ни одного поражения, отдав соперницам лишь 5 партий.

Финальный матч Олимпиады в Мюнхене 1972 - СССР - Япония (3:2)

К середине 1970-х годов победный ресурс великой команды стал вырабатываться. Ряд её лидеров распрощались с волейболом, другие приближались к критическому для спорта возрасту. И если на европейских первенствах сборная СССР как и раньше не имела реального сопротивления со стороны своих оппонентов, то в решающих матчах чемпионата мира 1974 и Олимпийских игр 1976 сборная Японии уверенно побеждала советскую команду.
После поражения на Олимпиаде-76 Г.Ахвледиани ушёл в отставку, передав бразды правления сборной своему помощнику Виктору Тюрину. Под его руководством значительно обновлённая советская команда уверенно выиграла европейское первенство 1977 в Финляндии, но на домашнем чемпионате мира 1978 заняла лишь 3-е место, проиграв в полуфинале сборной Кубы.
Неудача на первенстве мира привела к оргвыводам. Сборная СССР получила нового старшего тренера. Им стал наставник молодёжной сборной и свердловской «Уралочки» Николай Карполь. Его дебют в официальном турнире во главе обновлённой наполовину главной команды страны состоялся в октябре 1979 во Франции на чемпионате Европы, где сборная СССР в седьмой раз подряд стала сильнейшей на континенте.

### 1980-е

Сборная СССР - чемпион московской Олимпиады 1980

С большим нетерпением ожидалось противостояние советской и японской сборных на олимпийском турнире 1980 года. Но ввиду бойкота Японией московской Олимпиады оно не состоялось и команда Советского Союза в третий раз в своей истории завоевала олимпийское «золото», победив в финале сборную ГДР 3:1.
А вот в дальнейшем с начала 1980-х годов сборную СССР в официальных турнирах стали преследовать неудачи. Поражение на чемпионате Европы 1981 от Болгарии, 3-е место на Кубке мира 1981 в Японии, провал на мировом первенстве 1982 в Перу (лишь 6-е место). После этого старшим тренером женской волейбольной сборной был назначен Владимир Паткин, входивший до того в тренерский штаб мужской сборной СССР. При нём вновь было проиграно европейское первенство, теперь уже команде ГДР в 1983 году, а затем и соревнования «Дружба-84», проведённые взамен Олимпиады-1984, куда не поехали почти все социалистические страны. И если в 1985 наша сборная вернула себе звание сильнейшей в Европе, то на чемпионате мира 1986 советскую команду вновь ожидал провал — опять 6-е место. Проигран был и чемпионат Европы 1987 сборной ГДР, после чего сборную СССР вновь возглавил Николай Карполь, как впоследствии оказалось на долгие 17 лет (включая и руководство сборной России).

Сборная СССР - чемпион Олимпиады в Сеуле 1988

На Олимпийский турнир 1988 года в Сеул сборная СССР ехала не имея статуса фаворита. Первый же матч был проигран далеко уже не столь грозной как в прошлые годы команде Японии. Но в дальнейшем советская команда начала набирать обороты, обыграв в групповом турнире со счётом 3:0 хозяек соревнований сборную Южной Кореи и чемпионок Европы сборную ГДР. В полуфинале наши девушки буквально разгромили чемпионок мира команду Китая 3:0, не дав набрать соперницам в одной из партий ни одного очка. Финальный поединок с перуанками сложился драматично. Уступая по ходу матча 0:2 и 6:12 в 3-й партии, советские волейболистки сумели вырвать победу, завоевав 4-й высший титул за шесть прошедших олимпийских турниров. Основными творцами победы, кроме старшего тренера Н.Карполя, были лидеры той сборной — И.Пархомчук (Кириллова), В.Огиенко, И.Смирнова, Т.Сидоренко, Е.Овчинникова (Чебукина), М.Никулина.

### 1990-е

Финал чемпионата мира-1990. СССР-Китай. В атаке Ирина Смирнова

Большая часть коллектива блистательной команды образца 1988 года завоевала через два года (в 1990) и звание чемпионок мира (после 20-летнего перерыва), победив со счётом 3:1 в финальном матче хозяек соревнований сборную Китая.
Следует отметить, что годом ранее (в 1989) сборная СССР уверенно вернула себе и титул чемпионок Европы, а в 1991, с сухим счётом обыграв всех своих соперников, подтвердила свой статус безоговорочного лидера европейского женского волейбола.
Юридически последним матчем женской волейбольной сборной СССР в официальных соревнованиях была заключительная игра финального турнира на Кубок мира, прошедшая 17 ноября 1991 года в японской Осаке. Поединок со сборной Кубы советская команды выиграла 3:0, заняв в розыгрыше только третье место, уступив две верхние ступеньки пьедестала почёта сборным Кубы и Китая лишь по соотношению партий.

Финальный матч сборных СНГ и Кубы на Олимпиаде в Барселоне 1992

Фактически заключительным официальным турниром советской сборной, в качестве уже объединённой команды СНГ, был олимпийский волейбольный турнир 1992 года в Барселоне (Испания). 10 из 12 волейболисток этой команды представляли Россию («Уралочку» из Екатеринбурга) и лишь две спортсменки были из Казахстана — Е.Чебукина (Овчинникова) и Т.Меньшова. Проиграв 7 августа финальный поединок сборной Кубы 1:3 объединённая команда (фактически сборная СССР) на этой «серебряной» ноте прекратила своё существование. Историю отечественного волейбола продолжает женская сборная России.

## Результаты выступлений
Всего на счету женской сборной СССР по волейболу 282 официальных матча, проведённых в период с 1949 по 1992 годы под эгидой Международной федерации волейбола и Европейской конфедерации волейбола в рамках Олимпийских игр, чемпионатов мира, розыгрышей Кубка мира и чемпионатов Европы. Из них выиграно 247, проиграно 35. Соотношение партий 763:180.
Подробнее обо всех матчах в статье Женская сборная СССР по волейболу (матчи).

### Олимпийские игры
| Год   | Игры | Выигрыши | Поражения | С/П    | Место |
| ----- | ---- | -------- | --------- | ------ | ----- |
| 1964  | 5    | 4        | 1         | 12:3   | 2-е   |
| 1968  | 7    | 7        | 0         | 21:3   | 1-е   |
| 1972  | 5    | 5        | 0         | 15:5   | 1-е   |
| 1976  | 5    | 4        | 1         | 12:7   | 2-е   |
| 1980  | 5    | 5        | 0         | 15:3   | 1-е   |
| 1988  | 5    | 4        | 1         | 14:5   | 1-е   |
| 1992  | 5    | 3        | 2         | 12:7   | 2-е   |
| Всего | 37   | 32       | 5         | 101:33 |       |

### Отборочный турнир к Олимпийским играм 1988
| Год  | Игры | Выигрыши | Поражения | С/П  | Место |
| ---- | ---- | -------- | --------- | ---- | ----- |
| 1988 | 4    | 4        | 0         | 12:2 | 1-е   |

### Чемпионаты мира
| Год   | Игры | Выигрыши | Поражения | С/П    | Место |
| ----- | ---- | -------- | --------- | ------ | ----- |
| 1952  | 7    | 7        | 0         | 21:0   | 1-е   |
| 1956  | 11   | 11       | 0         | 33:3   | 1-е   |
| 1960  | 6    | 6        | 0         | 18:4   | 1-е   |
| 1962  | 9    | 8        | 1         | 25:4   | 2-е   |
| 1970  | 9    | 9        | 0         | 27:1   | 1-е   |
| 1974  | 11   | 9        | 2         | 28:9   | 2-е   |
| 1978  | 8    | 6        | 2         | 19:7   | 3-е   |
| 1982  | 8    | 4        | 4         | 14:12  | 6-е   |
| 1986  | 8    | 5        | 3         | 17:9   | 6-е   |
| 1990  | 7    | 6        | 1         | 18:6   | 1-е   |
| Всего | 84   | 71       | 13        | 220:55 |       |

### Кубок мира
| Год   | Игры | Выигрыши | Поражения | С/П   | Место |
| ----- | ---- | -------- | --------- | ----- | ----- |
| 1973  | 6    | 6        | 0         | 18:0  | 1-е   |
| 1977  | 6    | 0        | 6         | 1:18  | 8-е   |
| 1981  | 7    | 5        | 2         | 15:7  | 3-е   |
| 1985  | 7    | 5        | 2         | 15:7  | 3-е   |
| 1989  | 7    | 6        | 1         | 18:6  | 2-е   |
| 1991  | 8    | 7        | 1         | 22:9  | 3-е   |
| Всего | 41   | 29       | 12        | 89:47 |       |

### Чемпионаты Европы
| Год   | Игры | Выигрыши | Поражения | С/П    | Место |
| ----- | ---- | -------- | --------- | ------ | ----- |
| 1949  | 6    | 6        | 0         | 18:0   | 1-е   |
| 1950  | 5    | 5        | 0         | 15:0   | 1-е   |
| 1951  | 5    | 5        | 0         | 15:0   | 1-е   |
| 1955  | 5    | 4        | 1         | 14:4   | 2-е   |
| 1958  | 9    | 9        | 0         | 27:5   | 1-е   |
| 1963  | 8    | 8        | 0         | 24:2   | 1-е   |
| 1967  | 8    | 8        | 0         | 24:0   | 1-е   |
| 1971  | 7    | 7        | 0         | 21:0   | 1-е   |
| 1975  | 7    | 7        | 0         | 21:3   | 1-е   |
| 1977  | 7    | 7        | 0         | 21:1   | 1-е   |
| 1979  | 7    | 6        | 1         | 20:8   | 1-е   |
| 1981  | 7    | 6        | 1         | 18:5   | 2-е   |
| 1983  | 7    | 6        | 1         | 20:6   | 2-е   |
| 1985  | 7    | 7        | 0         | 21:3   | 1-е   |
| 1987  | 7    | 6        | 1         | 20:5   | 2-е   |
| 1989  | 7    | 7        | 0         | 21:1   | 1-е   |
| 1991  | 7    | 7        | 0         | 21:0   | 1-е   |
| Всего | 116  | 111      | 5         | 341:43 |       |

### Другие турниры
Сборная СССР также становилась победителем крупных международных соревнований, проводимых ФИВБ для сильнейших женских сборных мира: Кубок вызова 1988, Супер-Топ-4 — 1990, Кубок ФИВБ 1986. Кроме этого, сборная СССР побеждала на волейбольных турнирах Игр доброй воли в 1986 и 1990 годах, а также на организованном Федерацией волейбола СССР Мемориале А. И. Чинилина в 1987 и 1990, в котором принимал участие ряд сильнейших национальных команд мира.

### Гала-матчи ФИВБ
В 1989 и 1991 годах женской сборной СССР противостояла сборная мира («Все звёзды») в рамках Гала-матчей ФИВБ. Вот их результаты:
- 16 декабря 1989. Сингапур. СССР — «Все звёзды» 3:2 (4:15, 15:11, 13:15, 15:7, 15:9)
- 17 декабря 1989. Сингапур. СССР — «Все звёзды» 2:3 (15:9, 15:9, 9:15, 11:15, 13:15)
- 9 октября 1991. Рим. СССР — «Все звёзды» 2:3 (6:15, 15:4, 16:14, 13:15, 14:16)
- 12 октября 1991. Барселона. СССР — «Все звёзды» 1:3 (13:15, 7:15, 15:13, 12:15)

## Соперники
В рамках официальных турниров сборная СССР встречалась с национальными командами 37 стран.
| Соперник                 | Игр | Выигрышей | Поражений | С/П   |
| ------------------------ | --- | --------- | --------- | ----- |
| Австралия                | 1   | 1         | 0         | 3:0   |
| Албания                  | 1   | 1         | 0         | 3:0   |
| Болгария                 | 18  | 17        | 1         | 51:9  |
| Бразилия                 | 11  | 10        | 1         | 30:8  |
| Венгрия                  | 20  | 19        | 1         | 57:9  |
| ГДР                      | 22  | 19        | 3         | 63:14 |
| Германия                 | 1   | 1         | 0         | 3:0   |
| Греция                   | 1   | 1         | 0         | 3:0   |
| Доминиканская Республика | 2   | 2         | 0         | 6:0   |
| Израиль                  | 2   | 2         | 0         | 6:0   |
| Индия                    | 1   | 1         | 0         | 3:0   |
| Испания                  | 2   | 2         | 0         | 6:0   |
| Италия                   | 6   | 6         | 0         | 18:1  |
| Канада                   | 5   | 5         | 0         | 15:4  |
| Китай                    | 11  | 5         | 6         | 16:20 |
| КНДР                     | 3   | 3         | 0         | 9:1   |
| Куба                     | 14  | 7         | 7         | 25:22 |
| Люксембург               | 1   | 1         | 0         | 3:0   |
| Мексика                  | 1   | 1         | 0         | 3:0   |
| Нидерланды               | 14  | 14        | 0         | 42:5  |
| Новая Зеландия           | 1   | 1         | 0         | 3:0   |
| Перу                     | 12  | 10        | 2         | 30:10 |
| Польша                   | 22  | 21        | 1         | 65:12 |
| Румыния                  | 18  | 17        | 1         | 52:9  |
| США                      | 11  | 8         | 3         | 27:11 |
| Тунис                    | 2   | 2         | 0         | 6:0   |
| Турция                   | 2   | 2         | 0         | 6:0   |
| Финляндия                | 1   | 1         | 0         | 3:0   |
| Франция                  | 6   | 6         | 0         | 18:0  |
| ФРГ                      | 8   | 8         | 0         | 24:0  |
| Чехословакия             | 19  | 18        | 1         | 56:8  |
| Чили                     | 1   | 1         | 0         | 3:0   |
| Швейцария                | 2   | 2         | 0         | 6:0   |
| Швеция                   | 1   | 1         | 0         | 3:0   |
| Югославия                | 7   | 7         | 0         | 21:1  |
| Южная Корея              | 16  | 14        | 2         | 42:11 |
| Япония                   | 16  | 10        | 6         | 33:25 |

## Тренеры
- 1949—1950 — Александр Аникин
- 1951—1952 — Валентина Осколкова
- 1955—1962 — Алексей Якушев
- 1963—1964 — Олег Чехов
- 1966—1976 — Гиви Ахвледиани
- 1977—1978 — Виктор Тюрин
- 1979—1982 — Николай Карполь
- 1983—1987 — Владимир Паткин
- 1988—1992 — Николай Карполь

## Игроки
Всего в составе женской сборной СССР по волейболу в официальных матчах выступали 143 волейболистки. Полный список смотри в статье Список игроков женской сборной СССР по волейболу.